# رویکساپ
رویکساپ (به نروژی: Röyksopp) گروه مشهور موسیقی الکترونیک نروژی است.
شهرت این گروه در آمریکا زمانی حاصل گردید که از یکی از آهنگهای آنان (بنام Remind Me) در یک تبلیغ تلویزیونی بیمه اتومبیل شرکت گایکو استفاده شد.